# Линдо (Ајова)
Линдо (енгл. Leando) насељено је место без административног статуса у америчкој савезној држави Ајова.

## Демографија
По попису из 2010. године број становника је 115, што је 20 (-14,8%) становника мање него 2000. године.
| Група             | 2000.        | 2010.        |
| Белци             | 135 (100,0%) | 115 (100,0%) |
| Афроамериканци    | 0 (0,0%)     | 0 (0,0%)     |
| Азијати           | 0 (0,0%)     | 0 (0,0%)     |
| Хиспаноамериканци | 0 (0,0%)     | 0 (0,0%)     |
| Укупно            | 135          | 115          |